# Damernas K-1 i slalom i kanotsport vid olympiska sommarspelen 2008
Damernas K-1 slalom vid olympiska sommarspelen 2008 hölls på Shunyi Olympic Rowing-Canoeing Park i Peking. Det kördes en kvalomgång med två åk, där det bästa åket räknades och de tolv främsta gick vidare till semifinal. Där åkte varje idrottare en gång och de åtta bästa gick vidare till final. Där kördes ytterligare ett åk och den med bäst tid vann guld. 

## Medaljörer
| Gren        | Guld                    | Silver                         | Brons                              |
| K-1, slalom | Elena Kaliská Slovakien | Jacqueline Lawrence Australien | Violetta Oblinger-Peters Österrike |

## Resultat

### Heat
| Placering | Namn                               | Inledande åk | Inledande åk | Inledande åk |
| Placering | Namn                               | Åk 1         | Åk 2         | Totalt       |
| --------- | ---------------------------------- | ------------ | ------------ | ------------ |
| 1         | Elena Kaliská (SVK)                | 94.34        | 91.85        | 186.19       |
| 2         | Li Jingjing (CHN)                  | 94.30        | 93.26        | 187.56       |
| 3         | Štěpánka Hilgertová (CZE)          | 97.14        | 91.99        | 189.13       |
| 4         | Jennifer Bongardt (GER)            | 92.79        | 94.58        | 189.37       |
| 5         | Émilie Fer (FRA)                   | 96.90        | 92.78        | 189.68       |
| 6         | Violetta Oblinger-Peters (AUT)     | 97.27        | 99.44        | 196.71       |
| 7         | Jacqueline Lawrence (AUS)          | 103.18       | 96.95        | 200.13       |
| 8         | Agnieszka Stanuch (POL)            | 101.16       | 101.76       | 202.92       |
| 9         | Cristina Giai Pron (ITA)           | 102.75       | 100.95       | 203.70       |
| 10        | Heather Corrie (USA)               | 105.78       | 105.53       | 211.31       |
| 11        | Jekaterina Lukitjeva (KAZ)         | 113.26       | 108.03       | 221.29       |
| 12        | Maria Ferekidi (GRE)               | 108.37       | 113.60       | 221.97       |
| 13        | Ariane Herde (NED)                 | 104.30       | 117.98       | 222.28       |
| 14        | Poliana de Paula (BRA)             | 113.47       | 110.72       | 224.19       |
| 15        | Yuriko Takeshita (JPN)             | 111.63       | 113.08       | 224.71       |
| 16        | Maialen Chourraut (ESP)            | 147.95       | 105.44       | 253.39       |
| 17        | Fiona Pennie (GBR)                 | 160.06       | 99.00        | 259.06       |
| 18        | Aleksandra Perova (RUS)            | 93.41        | 166.04       | 259.45       |
| 19        | Sarah Boudens (CAN)                | 158.99       | 109.68       | 268.67       |
| 20        | Montserrat García Riberaygua (AND) | 166.67       | 102.26       | 268.93       |
| 21        | Luuka Jones (NZL)                  | 162.35       | 110.01       | 272.36       |

     Kvalificerade till semifinal

### Semifinal
| Placering | Namn                           | Semifinalåk    | Semifinalåk |
| Placering | Namn                           | Straffsekunder | Tid         |
| --------- | ------------------------------ | -------------- | ----------- |
| 1         | Elena Kaliská (SVK)            | 0              | 97.13       |
| 2         | Émilie Fer (FRA)               | 2              | 98.50       |
| 3         | Štěpánka Hilgertová (CZE)      | 4              | 101.78      |
| 4         | Jacqueline Lawrence (AUS)      | 4              | 103.40      |
| 5         | Cristina Giai Pron (ITA)       | 2              | 104.52      |
| 6         | Yuriko Takeshita (JPN)         | 0              | 107.86      |
| 7         | Violetta Oblinger-Peters (AUT) | 2              | 110.65      |
| 8         | Heather Corrie (USA)           | 2              | 114.51      |
| 9         | Agnieszka Stanuch (POL)        | 2              | 116.46      |
| 10        | Ariane Herde (NED)             | 4              | 117.60      |
| 11        | Maria Ferekidi (GRE)           | 2              | 118.99      |
| 12        | Jekaterina Lukitjeva (KAZ)     | 2              | 128.08      |
| 13        | Li Jingjing (CHN)              | 54             | 161.79      |
| 14        | Poliana de Paula (BRA)         | 52             | 168.29      |
| 15        | Jennifer Bongardt (GER)        | 102            | 203.29      |

     Kvalificerade till final

### Final
| Placering | Namn                           | Semifinalåk    | Semifinalåk | Finalåk        | Finalåk | Totalt |
| Placering | Namn                           | Straffsekunder | Tid         | Straffsekunder | Tid     | Totalt |
| --------- | ------------------------------ | -------------- | ----------- | -------------- | ------- | ------ |
| 1         | Elena Kaliská (SVK)            | 0              | 97.13       | 0              | 95.51   | 192.64 |
| 2         | Jacqueline Lawrence (AUS)      | 4              | 103.40      | 0              | 103.54  | 206.94 |
| 3         | Violetta Oblinger-Peters (AUT) | 2              | 110.65      | 4              | 104.12  | 214.77 |
| 4         | Yuriko Takeshita (JPN)         | 0              | 107.86      | 4              | 111.44  | 219.30 |
| 5         | Agnieszka Stanuch (POL)        | 2              | 116.46      | 2              | 104.62  | 221.08 |
| 6         | Ariane Herde (NED)             | 4              | 117.60      | 6              | 114.39  | 231.99 |
| 7         | Émilie Fer (FRA)               | 2              | 98.50       | 54             | 153.46  | 251.96 |
| 8         | Heather Corrie (USA)           | 2              | 114.51      | 52             | 156.37  | 270.88 |
| 9         | Štěpánka Hilgertová (CZE)      | 4              | 101.78      | 150            | 242.63  | 344.41 |
| 10        | Cristina Giai Pron (ITA)       | 2              | 104.52      | 154            | 251.26  | 355.78 |